# 川本泉
川本 泉（かわもと いずみ、1895年（明治28年）9月 - 1984年（昭和59年）2月4日）は、昭和時代前期の政治家。貴族院多額納税者議員。

## 経歴
広島県出身。1919年（大正8年）明治大学法科卒業。
1933年（昭和8年）以降、広島市会議員、同副議長を歴任した。
1947年（昭和22年）広島県多額納税者として補欠選挙で貴族院議員に互選され、同年3月19日から貴族院廃止まで在任した。